# Sundsjön, Lappland
Sundsjön är en sjö i Åsele kommun i Lappland och ingår i Gideälvens huvudavrinningsområde.